# 동래 정씨 약사불
동래 정씨 약사불은 대한민국 경기도 수원시 영통구 이의동에 있다. 2006년 12월 26일 수원시의 향토유적 제13호로 지정되었다.

## 개요
수원시 화서동에서 2008년 수원박물관으로 옮겨온 석불로 최근까지 동래정씨 집안 여인들에 의해 매월 초하루와 보름날에 제의가 이루어졌었다. 삼존상으로 본존 여래좌상과 좌우협시 보살입상으로 구성되었으며, 본존상의 머리 뒤쪽에는 원형 두광(頭光)이 표현되었다. 전체적으로 불상의 몸 부분 곳곳에는 채색한 흔적이 남아있고, 큼직한 이목구비에 미소를 머금은 듯한 표정은 원만한 인상을 주는 요소이다. 과감하게 생략된 옷주름, 앙련(仰蓮)과 복련(復蓮)으로 이루어진 연화대좌의 소박한 형태와 세부적인 조각 수법 등에 비추어 볼 때 제작 시기는 고려중기 이후로 추정된다.